# Aeroportul Changzhou Benniu
Aeroportul Changzhou Benniu (IATA: CZX, ICAO: ZSCG) este un aeroport din Jiangsu, Republica Populară Chineză ce deservește zona Changzhou⁠(d). Aeroportul a fost tranzitat în 2022 de 1.947.335 de pasageri. A fost numit după zona deservită.
Aeroportul dispune de o singură pistă.